# 岩館真理子
岩館真里子（1957年2月8日—），日本漫畫家，北海道札幌市出身。

## 經歷
1973年作品〈落第します〉刊登於《週刊瑪格麗特》秋季增刊號出道。
1992年作品《結婚進行曲》獲得第16屆講談社漫畫賞少女部門賞。 